# Процесно-орієнтоване управління витратами
Процесно-орієнтоване управління витратами (Activity-Based Costing) — форма обліку витрат, яка фокусується на витратах в рамках конкретних функцій (процесів, робіт, завдань і т. д.), а не на витратах організаційних підрозділів. Процесно-орієнтоване управління витратами забезпечує точнішу інформацію про собівартість та ефективність виготовлення конкретних товарів та послуг, ніж традиційна система обліку витрат.